# Вефсн-фьорд
Вефсн-фьорд (норв. Vefsnfjord) — фьорд в Хельгеланде, фюльке Нурланн в Норвегии. Его длина около 50-60 км. Фьорд начинается в Тьётте на южной стороне острова Алстенёя и соединяется с Лейрфьордом возле Сундёя.
Несколько крупных рек, таких как Вефсна, Фуста и Древья, впадают в Вефсн-фьорд. Эти три реки всегда были богаты лососем, однако сейчас их воды заражены паразитом Gyrodactylus salaris.
Немецкое судно было затоплено здесь Британской авиацией во время Второй мировой войны, что привело к большому количеству человеческих жертв. На соседнем острове расположен мемориал.